# Carola Dietze
Carola Dietze (* 6. Januar 1973 in Celle) ist eine deutsche Historikerin.

## Leben
Von 1993 bis 1999 studierte sie mittlere und neuere Geschichte, Politik, Slawistik, Soziologie und Philosophie an der Georg-August-Universität Göttingen und des Tripos Anglo-Saxon, Norse and Celtic an der University of Cambridge (Corpus Christi College). Nach der Promotion 2005 in Göttingen war sie von 2006 bis 2010 wissenschaftliche Mitarbeiterin am German Historical Institute Washington DC. Von 2010 bis 2015 war sie Akademische Rätin (auf Zeit) an der Universität Gießen. Nach der Habilitation 2013 für Neuere und Neueste Geschichte an der Universität Gießen war sie von 2014 bis 2017 Leiterin des Teilprojekts B04: Die Sicherheit des Staates und die Sicherheit vor dem Staat in Europa, Russland und den USA im 19. Jahrhundert im Sonderforschungsbereich / TRR 138: Dynamiken der Sicherheit. Formen der Versicherheitlichung in historischer Perspektive an den Universitäten Gießen und Marburg. Von 2017 bis 2023 war sie Inhaberin des Lehrstuhls für Neuere Geschichte an der Friedrich-Schiller-Universität Jena.

## Schriften (Auswahl)
- Nachgeholtes Leben. Helmuth Plessner 1892–1985. Göttingen 2006, ISBN 3-8353-0078-4 (2. Auflage 2013; niederländisch: Lemniscaat, Rotterdam 2015; französisch 2022).
- Die Erfindung des Terrorismus in Europa, Russland und den USA 1858–1866. Hamburg 2016, ISBN 3-86854-299-X (engl. 2021).